# بهرام أباد (غرمي)
بهرام أباد (بالإنجليزية: Bahramabad, Germi)‏ هي منطقة سكنية تقع في قسم اجارود الشمالي الريفي في إيران.